# Renault Espace I
La Renault Espace I è la prima generazione della Renault Espace, una monovolume di grandi dimensioni, ed è stata prodotta dalla casa automobilistica francese Renault dal 1984 al 1990.

## Storia e profilo

### Genesi e debutto
Alla fine degli anni settanta, la Casa automobilistica francese Matra, allora in rapporto di collaborazione col gruppo Gruppo PSA attraverso uno scambio delle rispettive azioni societarie che lasciava comunque il 51% del gruppo Matra in mano alla sua direzione, cominciò a lavorare al progetto di una vettura che avrebbe dovuto sostituire la Matra-Simca Rancho, una multispazio di taglia media realizzata sul pianale della Simca 1100. L'ispirazione venne durante una visita negli Stati Uniti presso la Chrysler, che all'epoca faceva ancora parte del Gruppo Simca e che quindi aveva rapporti di collaborazione anche con Matra, visionando il progetto della Chrysler Voyager. La nuova Matra, conosciuta come Prototipo 16, o più semplicemente P16, si sviluppò successivamente coi prototipi P17, P18 e P20. Per migliorare le doti di abitabilità e fruibilità dello spazio interno, proprie della Ranch, la Casa francese realizzò un primo schizzo di una monovolume leggermente più grande della Ranch stessa; anche il disegno della carrozzeria, col caratteristico rialzamento del padiglione dietro ai posti anteriori, riportava alla mente la progenitrice. Il prototipo, abbozzato dal designer di origine greca Antonis Volanis – già disegnatore della Matra Bagheera e della Matra Murena e, successivamente (una volta messosi in proprio), "padre" della Citroën Xsara Picasso – e poi rifinito dal gruppo di Philippe Guedon, fu sottoposto alla visione dei vertici PSA assieme ad una seconda versione notevolmente più piccola, di soli 3,80 metri di lunghezza.
Il gruppo PSA stava però ancora cercando di ripianare le perdite causate dall'assorbimento della Simca-Talbot e si dibatteva in difficoltà finanziarie; il progetto, che pure piacque molto e che era stato sviluppato su base meccanica della 305, venne rifiutato per timore di investire in un prodotto troppo di nicchia. La dirigenza della Peugeot consigliò a Matra di proporre il veicolo alla consorella Citroen. Matra approntò un altro prototipo sulla base della BX, ma il centro di progettazione Citroen rispose che esso non aveva certo bisogno di aiuti esterni per progettare le proprie automobili. Matra quindi si rivolse a BMW, con la quale già intratteneva rapporti di consulenza e collaborazione: infatti aveva approntato per la Casa teutonica il processo di verniciatura della serie 7 e collaborava nella ricerca di materiali compositi per le vetture bavaresi, ramo in cui la piccola casa transalpina era all'avanguardia. Prima che BMW avesse modo di visionare un prototipo, s'inserì nella trattativa Renault, ansiosa di poter approfittare dell'impasse della sua storica concorrente, la Peugeot appunto. Il prototipo della nuova Matra si evolse con la versione P23 su meccanica R18 e con carrozzeria disegnata da Aimé Saugues, nel frattempo subentrato a Volanis; in realtà il telaio derivava ancora da quello Simca (su cui era basata anche la Matra Murena), al quale venne ancorato l'avantreno della donatrice di casa Renault, mentre la carrozzeria di Saugues consistette in un aggiornamento dell'idea di Volanis, ritenuta già buona dallo stesso Saugues e da Philippe Guedon. Molti altri componenti della vettura erano ancora di produzione Simca-Talbot (maniglie, fanaleria, organi meccanici), mentre gli interni non presentavano ancora il pianale piatto e la modularità dei sedili.
Quando nel dicembre 1982, Philippe Guedon (all'epoca dirigente della Matra) sottopose il prototipo P23 a Bernard Hanon (presidente e direttore generale della Renault), questi lo approvò. Il prototipo P23 ora montava la fanaleria del Renault Trafic. Per ammortizzare adeguatamente i costi di produzione, il nuovo modello avrebbe dovuto essere prodotto in almeno 55.000 esemplari presso lo stabilimento Matra di Romorantin. Avendo conservato fino a quel momento la propria autonomia, Matra Automobili – che faceva parte di un gruppo industriale molto forte finanziariamente e ramificato in svariati settori quali la produzione missilistica, la ricerca aerospaziale, le telecomunicazioni e l'editoria – ricomprò il 49% delle proprie azioni presso Peugeot e le rivendette a Renault, la quale nel contempo pose due condizioni imprescindibili per investire nel progetto: la nuova vettura avrebbe dovuto essere marchiata col suo logo, mentre Matra avrebbe dovuto cessare immediatamente la produzione della sua Murena, che in due anni e mezzo aveva venduto circa 12.000 esemplari, oscurando nel mercato interno francese la Fuego.
Il fatto di non poter più avere visibilità col proprio marchio fece in qualche modo dubitare Matra della bontà della sua nuova vettura; per questo motivo, nel tentativo di creare un'alternativa nel caso che essa non fosse andata a buon fine, venne studiato il pianale piatto e fu introdotta la modularità interna. In tal modo la P23 sarebbe stata inserita nel segmento dei veicoli veloci per lo spostamento delle merci; al contempo furono disegnate versioni pick-up e furgonate che, in caso di flop commerciale, avrebbero potuto entrare rapidamente in produzione.
Difficoltà minori furono affrontate per omologare l'ampio parabrezza piatto, le cui dimensioni erano rivoluzionarie in quegli anni. Per mantenere il peso contenuto, la P23 fu costruita con un telaio leggero ricoperto tramite galvanizzazione in bagno caldo con 33 kg di zinco; tale processo garantiva una solidità eccezionale, oltre che una protezione totale dalla ruggine che faceva sì che Matra potesse garantire la vettura contro la corrosione per dieci anni. Il peso della P23 rimase contenuto in 1225 kg.
La zincatura in bagno liquido era anch'essa un procedimento tipicamente Matra: era stata introdotta già con la Matra Murena, prima auto al mondo a beneficiarne. La carrozzeria, sempre seguendo la tradizione Matra volta al contenimento dei pesi e alla sicurezza passiva, era invece in vetroresina.
La P23 adottò anche una rivoluzionaria sospensione posteriore totalmente brevettata da Matra che consentiva di mantenere l'assetto anche al variare del carico, con l'unico inconveniente di rimanere un po' morbida nei rapidi cambi di direzione (senza però che l'ottimo comportamento stradale ne fosse inficiato). Tale sospensione, per inciso, la ritroviamo oggi in quasi tutte le monovolume moderne. In seguito, il prototipo venne ricostruito utilizzando per l'abitacolo un pavimento piatto con sedili scorrevoli e pieghevoli, una caratteristica che fu alla base del concetto di abitacolo modulabile e del successo che la Espace avrebbe conosciuto negli anni a venire.
La nuova vettura avrebbe dovuto essere lanciata nella primavera del 1984, per cui, essendo già all'inizio del 1983, occorreva stringere i tempi: nel mese di aprile fu realizzato il primo prototipo marciante, mentre due mesi dopo Renault e Matra perfezionarono il loro accordo. Alla fine dello stesso anno, dopo svariati test su strada, la Casa della Losanga certificò l'affidabilità meccanica della vettura e diede il via alla produzione di pre-serie, che cominciò nel gennaio del 1984. A marzo cominciarono invece ad essere assemblati i primi esemplari appartenenti alla produzione di serie vera e propria. La presentazione ufficiale alla stampa avvenne il mese di aprile, mentre la commercializzazione fu avviata a luglio: nacque così la prima generazione della Espace.

#### Design esterno ed interno

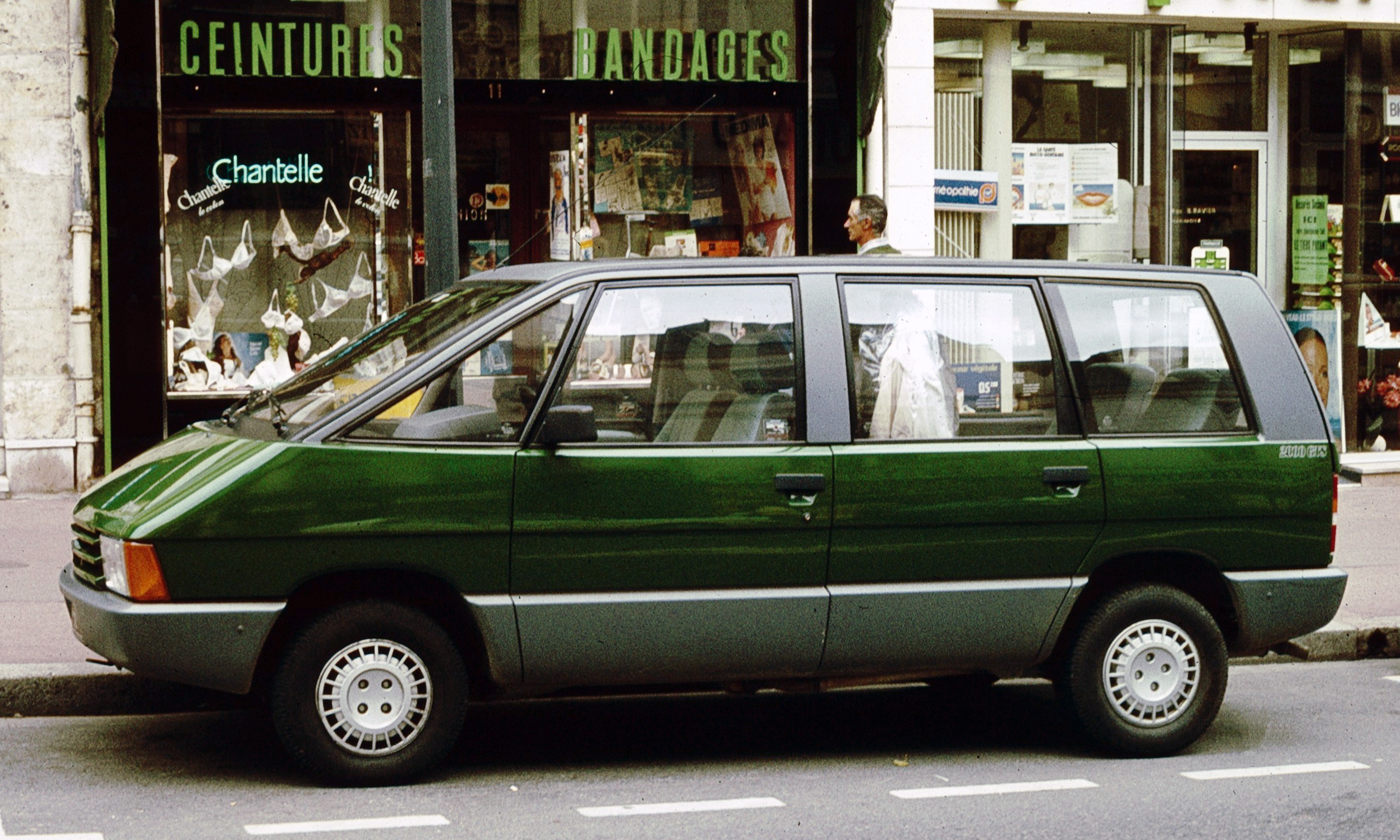
Vista laterale di una delle prime Espace

Dell'importanza storica della prima Espace la stampa specializzata ha avuto modo di parlare in numerose occasioni. La prima metà degli anni ottanta vide anche altre Case automobilistiche cimentarsi con i loro progetti relativi a vetture monovolume di grossa taglia. In quel periodo videro infatti la luce anche modelli come la Dodge Caravan (nota ai più come Chrysler Voyager) e la Mitsubishi Space Wagon. Ma si trattò di modelli che, almeno nel loro primo periodo di commercializzazione, non furono proposti nel mercato europeo. La Espace, invece, ebbe il merito di aver introdotto per prima nel Vecchio Continente il concetto di monovolume, concetto inteso non, in maniera limitativa, ad un furgone a sette posti o più, ma ad una vettura diversa, progettata e realizzata per unire le sensazioni di guida di una normale berlina, a cui il pubblico era fino a quel momento molto più avvezzo, ad una vettura dall'abitacolo più che generoso, modulabile secondo le esigenze e dotato di tutti i comfort. In questo senso, la Espace destò scalpore già al suo esordio, poiché in pratica la concorrenza europea si limitava a modelli di derivazione commerciale, come il Volkswagen Transporter o il Fiat Ducato, che mancavano dei contenuti della nuova nata.
La prima generazione della Espace era una monovolume di grossa taglia se confrontata con gli standard dell'epoca e con il mercato europeo: i suoi 4.25 metri di lunghezza erano paragonabili a vetture come la BMW Serie 3 E30 (pochi cm più lunga) o l'Alfa Romeo Giulietta (un centimetro più corta). Se si confrontano le dimensioni della prima Espace con la Dodge Caravan, si coglie una differenza significativa, in quanto la vettura d'oltreoceano vantava quasi 30 cm in più di lunghezza, andando quindi a posizionarsi un gradino più in alto. In ogni caso, la Espace del 1984 fu caratterizzata da un corpo vettura disegnato in maniera tale da costituire l'anello di congiunzione tra una comoda station wagon ed un furgone adibito al trasporto persone. Della prima riprese le finiture di buon livello e l'equipaggiamento di serie votato al comfort di marcia, mentre del secondo mantenne la posizione di guida rialzata, con conseguente benessere del conducente. Il frontale spigoloso era caratterizzato da grossi fari quadrangolari e da una calandra a listelli orizzontali; considerata la seduta protesa in avanti e rialzata, il cofano motore era corto ed il parabrezza assai ampio, ed ambedue erano allineati a formare un unico piano inclinato di 58°. Cosicché l'intero frontale presentava un andamento spiovente, a tutto vantaggio della penetrazione aerodinamica (il Cx era di 0.32, valore notevole per l'epoca e per la tipologia di vettura). Sempre a proposito del frontale, alcune fonti della stampa specializzata paragonarono l'andamento spiovente della parte anteriore della vettura con quello del TGV, il velocissimo treno francese all'epoca già operativo da anni. Nella zona inferiore del frontale era presente un paraurti in plastica grezza (ma a seconda dell'allestimento poteva essere anche in tinta). La fiancata era anch'essa caratterizzata da un'estesa superficie vetrata a quattro luci per lato, da una linea di cintura relativamente bassa e da una fascia inferiore in plastica che riprendeva l'andamento del paraurti anteriore. Ampio anche il lunotto posteriore e così pure il grande portellone per l'accesso al vano bagagli. Anche qui era presente un paraurti in plastica (verniciata o meno, sempre a seconda dell'allestimento), mentre completavano il quadro i piccoli gruppo ottici rettangolari a sviluppo verticale.
La caratteristica principale dell'abitacolo della prima Espace fu, come già detto, la sua modularità: tale aspetto fu realizzato montando tre file di sedili individuali (due anteriori, tre centrali e due posteriori) che potevano essere spostati, abbattuti o ruotati a seconda delle esigenze. Negli allestimenti più ricchi, i sedili anteriori potevano anche essere ruotati all'indietro (ovviamente a vettura ferma) per trovarsi faccia a faccia con gli altri passeggeri e consumare un pasto tutti insieme mentre si chiacchiera, durante una sosta dopo un lungo viaggio. Insomma, la progettazione dell'abitacolo della Espace ha tenuto conto in grossa misura anche dell'aspetto conviviale. L'abitacolo stesso, poi, fu reso luminoso dalle ampie superfici vetrate, in maniera tale da aumentare il benessere a bordo. Notevole anche la capacità del bagagliaio, che poteva passare da un minimo di 850 litri ad un massimo di 3000 litri eliminando completamente le due file di sedili centrale e posteriore.

#### Struttura, meccanica e motori

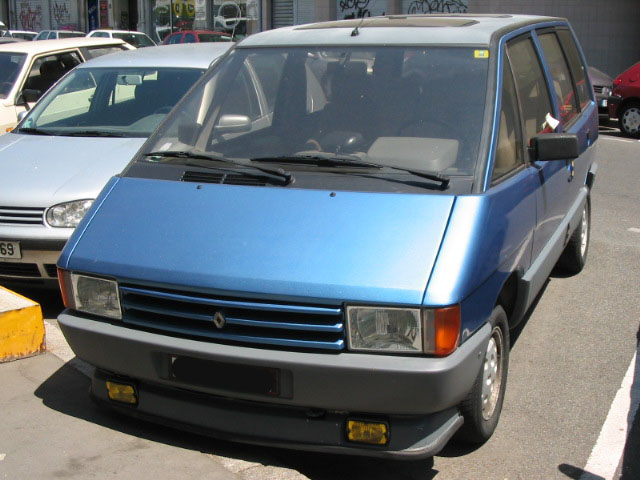
Vista frontale di una Espace I nella versione pre-restyling

La struttura portante della Espace I (così come quella delle due successive generazioni della monovolume francese) è costituita da una gabbia in lamiera con pannelli carrozzeria in fibra di vetro, allo scopo di ridurre il peso ed eliminare i rischi derivanti dalla ruggine. Ma anche la scocca stessa ha ricevuto un trattamento antiruggine, consistente in un bagno di zinco che ha permesso alla scocca stessa di venir rivestita da una pellicola di zinco dello spessore di 65 µm, che corrisponde a circa 30 kg di zinco in totale per ogni esemplare.
La base meccanica utilizzata per la prima generazione della Espace è strettamente derivata da quella della R18 e della sua versione coupé, la Fuego. Ciò comportò da una parte l'utilizzo di una meccanica già collaudata e quindi affidabile, ma per contro si dovette per forza avere a che fare con la disposizione longitudinale del motore, potenzialmente in grado di sottrarre spazio all'interno dell'abitacolo, se non fosse stato per il fatto che tale motore era sistemato a sbalzo dell'avantreno, e quindi tale svantaggio fu ridotto. Ma alla soluzione del motore trasversale si sarebbe arrivati solo anni dopo, con il lancio della terza generazione dell'Espace. In ogni caso, si ritrovano le soluzioni tecniche previste per la già nota berlina a 3 volumi di Casa Renault, e cioè l'avantreno a ruote indipendenti con quadrilateri deformabili, il retrotreno ad assale rigido con barra Panhard, l'impianto frenante misto e lo sterzo a cremagliera.
Al suo debutto la Espace I fu proposta in una sola motorizzazione, vale a dire il 2 litri a benzina derivato dalla versione di base dell'ammiraglia Renault 25, anch'essa debuttante in quell'ormai lontano 1984. Tale motore, della cilindrata di 1995 cm³ ed alimentato a carburatore, erogava una potenza massima di 110 CV. Tale motorizzazione era abbinata ad un cambio manuale a 5 marce.

### Evoluzione

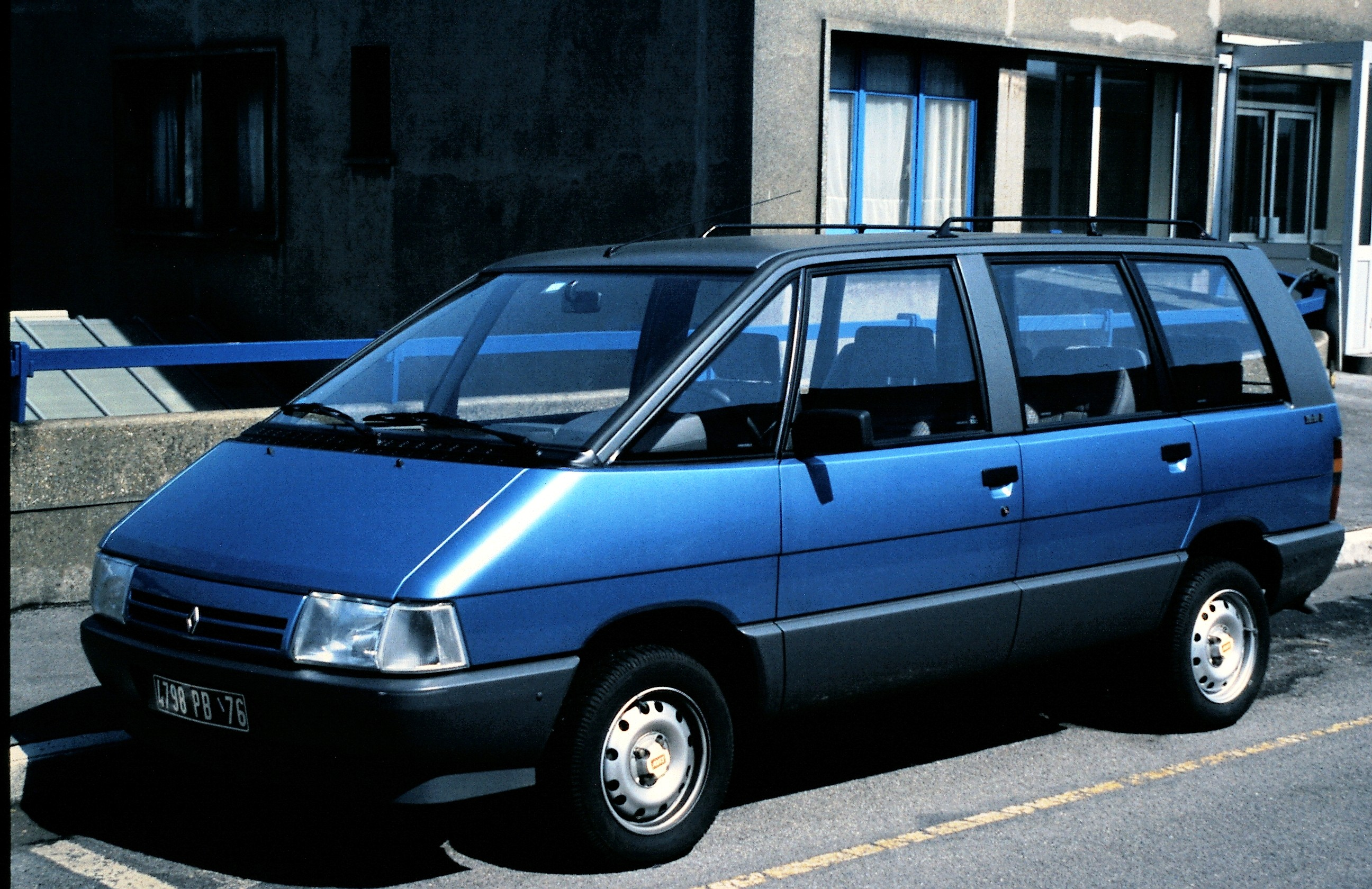
La prima generazione dell'espace dopo il restyling del gennaio 1988

Gli allestimenti inizialmente previsti furono due, GTS e TSE. Un concetto come quello dell'Espace, in quanto innovativo, incontrò inizialmente uno scarso successo dovuto prevalentemente alla difficoltà da parte del pubblico di metabolizzare una vettura con simili caratteristiche. Basti pensare che nel primo mese di commercializzazione ne furono venduti solo nove esemplari. Questo dato scoraggiante fu però un evento assolutamente temporaneo, visto che, man mano che la vettura cominciò a far breccia nel cuore del pubblico, le vendite presero rapidamente a salire per arrivare a 5.745 esemplari alla fine del 1984, di cui oltre 2.600 nella sola Francia. Alla fine, per far fronte all'impennata di richieste, si dovettero approntare delle ulteriori linee di assemblaggio anche a Dieppe, dove normalmente nascevano le Renault più sportive. Merito di questo successo fu anche l'ampliamento della gamma con l'arrivo di una motorizzazione diesel, consistente in un'unità da 2.1 litri, imparentata con il 2 litri a benzina ed in grado di erogare fino ad 88 CV di potenza massima.
Negli anni successivi vi furono solo aggiornamenti negli allestimenti, ed in particolare nel giugno 1985 si ebbe l'arrivo di un allestimento più completo e rifinito denominato 2000-1. Tale allestimento, che comprese anche i sedili rivestiti in velluto, fu un omaggio al celebre film di Stanley Kubrick, 2001: Odissea nello spazio, che in francese si traduce con 2001, l'Odissée de l'Espace, ricollegandosi così alla denominazione della vettura.
Si arrivò senza altre grosse novità al restyling del 1988, avvenuto nel mese di gennaio: in piena fase di crescita delle vendite (nel giugno 1987 si raggiunsero i 50.000 esemplari prodotti), la monovolume francese ricevette un nuovo frontale con calandra aggiornata, dall'andamento più convesso e meno spigoloso, oltre che nuovi gruppi ottici con indicatori di direzione di color bianco. Per quanto riguarda la gamma motori, le due motorizzazioni fino a quel momento utilizzate continuarono a rimanere disponibili, ma il 2 litri a benzina fu depotenziato notevolmente e fu ridotto a 103 CV soltanto. Per contro, si aggiunse una nuova motorizzazione, consistente sempre in un 2 litri a benzina, ma con alimentazione ad iniezione elettronica e con potenza massima di 120 CV. Tale motorizzazione fu abbinata al nuovo allestimento TXE e fu montata anche su una particolare versione dell'Espace chiamata Quadra e caratterizzata dal fatto di essere a trazione integrale, una vera particolarità per quanto riguarda il segmento delle monovolume. Della versione Quadra vale la pena ricordare che l'albero di trasmissione fu realizzato in materiale composito.
Ma già a partire dal 1989, il 2 litri ad iniezione fu pensionato in favore di un'unità da 2.2 litri con potenza massima di 110 CV, quindi inferiore a quella del motore uscente, ma con migliori doti di coppia motrice che si tradussero in un maggiore spunto dai bassi regimi. Fu anche l'unica motorizzazione catalizzata nella storia della Espace I e venne proposta sia a trazione anteriore, sia con la già citata trazione integrale Quadra. Tuttavia, tale motorizzazione non fu prevista in alcuni mercati, come ad esempio quello italiano.
Furono le ultime novità nella gamma della prima generazione dell'Espace: nel 1990, per l'ultimo anno di produzione dell'Espace I, venne proposto un optional molto particolare: il retrotreno a sospensioni pneumatiche, una vera "chicca" ottenibile con sovrapprezzo e solo in abbinamento ad alcuni allestimenti già di per sé al top di gamma. Alla fine dello stesso anno cessò la produzione della Espace I, anche se rimase ancora per pochi mesi in listino così da smaltire le giacenze in magazzino. Nei primi mesi del 1991 essa fu quindi tolta dai listini per lasciare spazio alla seconda generazione, nota come Espace II.

### Tabella riepilogativa
Di seguito vengono riepilogate le caratteristiche tecniche delle varie versioni previste per la gamma della Espace I. I prezzi riportati sono in migliaia di lire e si riferiscono al livello di allestimento meno costoso tra quelli indicati ed al momento del debutto nel mercato italiano:
| Modello | Sigla modello | Allestimenti previsti       | Motore     | Cilindrata cm³ | Alimentazione            | Potenza CV/rpm | Coppia Nm/rpm | Trazione | Cambio/ N°rapporti | Massa a vuoto (kg) | Velocità max | Acceler. 0–100 km/h | Consumo (l/100 km) | Anni di produzione | Prezzo al debutto (Lire x 1000) |
| Versioni a benzina |               |                             |            |                |                          |                |               |          |                    |                    |              |                     |                    |                    |                                 |
| Espace 2.0 | J112          | GTS1, TSE o 2000-1          | J6R-762    | 1995           | Carburatore doppio corpo | 103/5500       | 163/3000      | A        | Manuale a 5 marce  | 1.260              | 170          | 12"6                | 8.5                | 1988-91            | 28.874                          |
| Espace 2.0 | J112          | GTS1, TSE o 2000-1          | J6R-829    | 1995           | Carburatore doppio corpo | 109/5500       | 163/3000      | A        | Manuale a 5 marce  | 1.240              | 175          | 11"9                | 8.4                | 1984-872           | 22.875                          |
| Espace 2.0i | J116          | TXE1 e 2000-13              | J7R-750    | 1995           | Iniezione elettronica    | 120/5500       | 168/4500      | A        | Manuale a 5 marce  | 1.253              | 178          | 11.5                | 8.9                | 1988-91            | 36.083                          |
| Espace 2.0i Quadra | -             | 2000-1                      | J7R-750    | 1995           | Iniezione elettronica    | 120/5500       | 168/4500      | I        | Manuale a 5 marce  | 1.300              | 175          | 11"4                | 9.8                | 1988-91            | 41.569                          |
| Espace 2.2i cat.3 | J117          | -                           | J7T-770    | 2165           | Iniezione elettronica    | 110/5000       | 174/3000      | A        | Manuale a 5 marce  | -                  | 175          | 10"                 | 9.5                | 1989-913           | -                               |
| Espace 2.2i cat. Quadra3 | -             | -                           | J7T-770    | 2165           | Iniezione elettronica    | 110/5000       | 174/3000      | I        | Manuale a 5 marce  | 1.310              | 170          | 11"1                | 10.3               | 1989-913           | -                               |
| Versioni a gasolio |               |                             |            |                |                          |                |               |          |                    |                    |              |                     |                    |                    |                                 |
| Espace 2.1 Turbodiesel | J115          | Turbo D1, Turbo DX o 2000-1 | J8S-852-10 | 2068           | Iniezione indiretta      | 88/4250        | 182/2000      | A        | Manuale a 5 marce  | 1.271              | 160          | 13"3                | 6.8                | 1984-872           | 26.636                          |
| Espace 2.1 Turbodiesel | J115          | Turbo D1, Turbo DX o 2000-1 | J8S-852-10 | 2068           | Iniezione indiretta      | 88/4250        | 182/2000      | A        | Manuale a 5 marce  | 1.320              | 165          | 13"3                | 6.8                | 1988-91            | 36.443                          |
| Note: 1Allestimento non previsto nel mercato italiano 2In Italia a partire dal 1985 3Modello non previsto nel mercato italiano |               |                             |            |                |                          |                |               |          |                    |                    |              |                     |                    |                    |                                 |

### Produzione
| Anno   | Esemplari prodotti | Note |
| ------ | ------------------ | --- |
| 1984   | 5.745              | |
| 1985   | 13.825             | |
| 1986   | 18.794             | |
| 1987   | 22.948             | |
| 1988   | 31.088             | |
| 1989   | 43.177             | |
| 1990   | 46.585             | |
| 1991   | 9.532              | Si tratta unicamente di esemplari consegnati, visto che la produzione era già cessata nel dicembre 1990 |
| Totale | 191.694            | |